# 元和大殉教

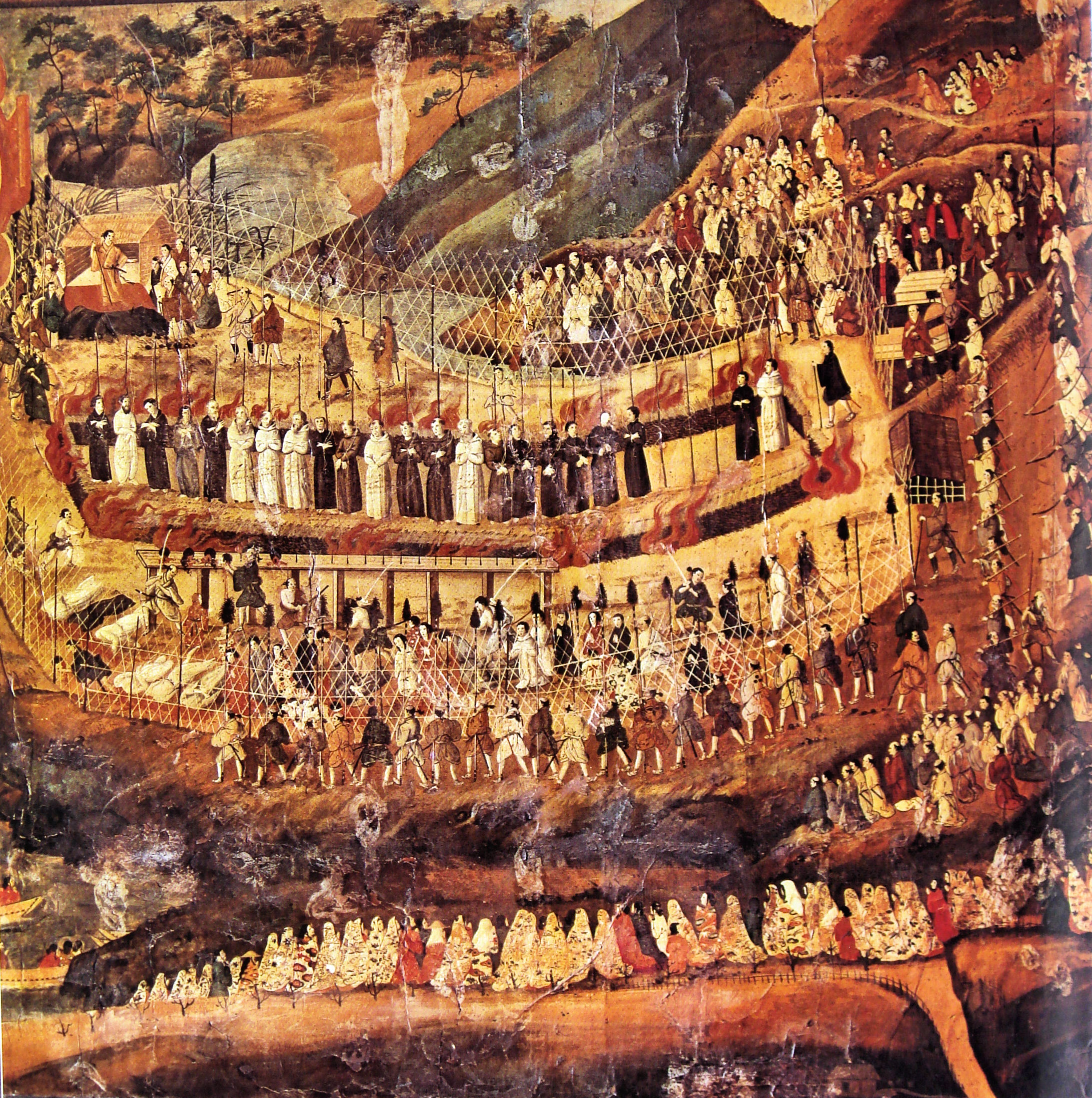
元和大殉教

元和大殉教（日语：／ Genna no Daijunkyō）是日本江戶時代的一起迫害天主教徒的事件。1622年9月10日（元和8年8月5日），江戶幕府在長崎的西坂將55名基督徒處決，其中25名被處以火刑、30名被斬首。這次時間也是日本對吉利支丹迫害史上處決基督徒人數最多的一次事件。
1866年2月26日，教宗庇護九世將1617年至1632年期間於日本殉教的205人列為可敬者；後又於1867年5月7日宣福，稱日本205福者殉教者。元和大殉教期間被處決的55人全部包含在內。